# Туркменски језик
Туркменски језик (туркм. türkmen dili / түркмен дили / تۆرکمن ديلی), такође познат и као туркменистански турски језик, је званични језик Туркменистана. Осим Туркменистана, користи се у Ирану, Ираку, Авганистану и Турској. Писмо које користи је модификована турска латиница.
На туркменском језику говори око 6,5 милиона људи, од којих су половина етнички Туркмени из самог Туркменистана а остали Туркмени из околних држава.
Најближи језици су му кримскотатарски и саларски а међусобно разумљив са турским и азербејџанским.
Туркменски је аглутинативни језик, не разликује родове и нема неправилних глагола.

## Писмо
До револуције 1917. Туркмени, односно мали слој писменог становништва углавном из више класе, су користили арапско писмо. Неко време након револуције користило се реформисано арапско писмо а затим је уведена латиница.
Ћирилица је у туркменски уведена 1946. а након осамостаљења Туркменистана поново је враћена латиница.
Данас је званично писмо нова латиница „Täze Elipbiýi“, уведена 1991. године од стране тадашњег председника Сапармурата Нијазова и у почетку је укључивала велики број страних симбола као и симболе за валуте, међутим временом су замењени диакритичким знацима на основним словима. Ћирилица је још увек веома распрострањено и коришћено писмо.
Латиница
Ћирилица
Међусобни однос два писма:
| Латиница | Ћирилица | Фонетски  |
| -------- | -------- | --------- |
| A a      | А а      | [a]       |
| B b      | Б б      | [b]       |
| Ç ç      | Ч ч      | [ʧ]       |
| D d      | Д д      | [d]       |
| E e      | Е е      | [je], [e] |
| Ä ä      | Ә ә      | [æ]       |
| F f      | Ф ф      | [ɸ]       |
| G g      | Г г      | [g~ʁ]     |
| H h      | Х х      | [h~x]     |
| I i      | И и      | [i]       |
| J j      | Җ җ      | [ʤ]       |
| Ž ž      | Ж ж      | [ʒ]       |
| K k      | К к      | [k~q]     |
| L l      | Л л      | [l]       |
| M m      | М м      | [m]       |
| N n      | Н н      | [n]       |
| Ň ň      | Ң ң      | [ŋ]       |
| O o      | О о      | [o]       |
| Ö ö      | Ө ө      | [ø]       |
| P p      | П п      | [p]       |
| R r      | Р р      | [r]       |
| S s      | С с      | [θ]       |
| Ş ş      | Ш ш      | [ʃ]       |
| T t      | Т т      | [t]       |
| U u      | У у      | [u]       |
| Ü ü      | Ү ү      | [y]       |
| W w      | В в      | [β]       |
| Y y      | Ы ы      | [ɯ]       |
| Ý ý      | Й й      | [j]       |
| Z z      | З з      | [ð]       |

## Граматика
Граматика туркменског је готово идентична граматици турског језика.

## Пример
Члан 1. Универзалне декларације о људским правима на туркменској латиници и ћирилици
```
Hemme adamlar öz mertebesi we hukuklary boýunça 
deň ýagdaýda dünýä inyärler. Olara aň hem wyždan 
berlendir we olar bir-birleri bilen doganlyk ruhundaky garaýyşda bolmalydyrlar.

Хемме адамлар өз мертебеси ве хукуклары бюнча 
дең ягдайда дүнйә инйәрлер. Олара аң хем выждан 
берлендир ве олар бир-бирлери билен доганлык рухундакы гарайышда болмалыдырлар.
```

| туркменски | српски   |
| ---------- | -------- |
| ene        | мајка    |
| watan      | домовина |
| şatlyk     | срећа    |
| söýmek     | волети   |
| ýaşamak    | живети   |
| söýgi      | љубав    |
| ömür       | живот    |
| maşgala    | породица |
| saglyk     | здравље  |
| azatlyk    | слобода  |